# Cambiarás (álbum)
Cambiarás es el segundo álbum de estudio de Malú, editado el 15 de noviembre de 1999 bajo el sello de Pep's Records, y con la dirección musical de Jesús Yanes y Alfonso Pérez. Compuesto de once temas, contó con composiciones creadas por Pedro Andrea o Carlos J. Molinarios. 

## Sencillos
Pese a que «Cambiarás» fue elegido como primer sencillo, al poco tiempo de su lanzamiento la compañía discográfica optó por adelantar el lanzamiento de «Duele» como segundo sencillo promocional. Este tema se convirtió en el más destacado del álbum, y el único del cual se produjo un videoclip musical.
Otros sencillos que aparecieron fueron «Sin caminos», «Poema de mi corazón» y, por último, «Y si fuera ella», versión del popular tema de Alejandro Sanz. Previamente, Malú había cantado en directo este tema en octubre de 1998 en el programa de televisión Séptimo de Caballería, presentado por Miguel Bosé.

## Recepción
Debutó en la posición trece de los discos más vendidos del país y tiene el logro de haber conseguido vender más de 100 000 copias en tan solo diez días, lo que le valió el disco de platino. El álbum permaneció 12 semanas en la lista AFYVE entre los 50 más vendidos y sus ventas globales superaron las 150 000 copias.

## Lista de canciones
| Cambiarás |                            |                                               |          |  |
| N.º       | Título                     | Escritor(es)                                  | Duración |  |
| 1.        | «Cambiarás»                | Sandro Giacobbe · Grasso                      | 4:13     |  |
| 2.        | «Duele»                    | Carlos J. Molinarios · Antonio Raúl Fernández | 3:44     |  |
| 3.        | «Poema de mi corazón»      | Timmy Ropero                                  | 4:40     |  |
| 4.        | «Vestir un color»          | Carlos J. Molinarios · Antonio Raúl Fernández | 3:30     |  |
| 5.        | «Y si fuera ella»          | Alejandro Sanz                                | 5:36     |  |
| 6.        | «Y si no das más»          | Lulo Pérez                                    | 4:09     |  |
| 7.        | «Sin poderte despedir»     | Pedro Andrea                                  | 3:31     |  |
| 8.        | «Aposté por ti»            | Carlos J. Molinarios · Antonio Raúl Fernández | 4:32     |  |
| 9.        | «Sin caminos»              | Rafael del Estad · Jesús Carmona              | 4:52     |  |
| 10.       | «Fui a refugiarme»         | Pedro Andrea                                  | 4:07     |  |
| 11.       | «Las llamas de mi hoguera» | Pedro Andrea                                  | 2:52     |  |

## Créditos y personal
- Malú: artista principal, voz
- Óscar Clavel: ingeniero de sonido, mezcla, masterización
- Javier Abril: ingeniero de sonido, volcado digital
- Jesús Yanes: dirección, producción, masterización
- David Maldonado: producción ejecutiva
- Elena Serrano: asistencia técnica
- David Revuelto: volcado digital
- Víctor García Aguado: técnico auxiliar, mezcla, volcado digital
- Nick Wollage: ingeniería de sonido
- Tonia Davall: coordinación
- Miguel Ángel Collado: dirección de cuerdas
- Jake Jackson: asistencia técnica
- Norman Hoge: trombón
- Pablo Navarro Cebrián: teclados, programación, arreglos
- Ludovico Vanogne: guitarra eléctrica, guitarra acústica, arreglos
- Alfonso Pérez: dirección, producción, piano, teclado, coros
- Lulo Pérez: arreglos de viento, trompeta, fliscorno
- Vicente Clement, Paco Bastante, Javier Quilez y Candi Avello: batería, casba, percusión
- Pedro Andrea: guitarra eléctrica, guitarra acústica
- Esmeralda Cayuelas, Alicia Araque y Luis Baladrón: coros
- Fernando Doral: fotografía
- Idéntico: diseño y maquetación

Créditos adaptados desde las notas de Cambiarás (1999).

## Posicionamiento en listas

### Listas semanales
| Listas (1999)       | Mejor posición |
| ------------------- | -------------- |
| España (PROMUSICAE) | 13             |

## Certificaciones
| País (organismo certificador) | Certificación | Unidades certificadas |
| ----------------------------- | ------------- | --------------------- |
| España (PROMUSICAE)           | Platino       | 150 000               |